# مشروع السوكي الزراعي
مشروع السوكي الزراعي هو واحد من المشاريع الزراعية في السودان التي تعتمد على الري الصناعي في إنتاج المحاصيل وقد تم تأسيسه بهدف استقرار الرحل في المنطقة وتنمية الثروة الحيوانية التي يملكونها وإنتاج محاصيل نقدية اسهاماً في الدخل القومي بالسودان.

## التأسيس
تأسس المشروع في مطلع عام 1970 م، وتعتبر من أوائل مشاريع التنمية الزراعية التي تم تأسيسها في السودان في سبعينيات القرن الماضي

## الموقع
يقع المشروع في ولاية سنار بين خطي عرض 13,14 شمالاً وخطى طول 33,34 شرقاً على مثلث من الأرض بين ضفاف نهري النيل الأزرق، والدندر عند مقرنهما بمدينة الحاج عبدالله (البرياب) ويشكل خط السكة حديد الذي يربط بين مدينتي السوكي وسنار خط قاعدته.

## المناخ
يسود منطقة المشروع المناخ المداري ويبلغ متوسط الأمطار فيها 400 (24.4 بوصة) إلى 500 (30.5 بوصة) مليمتر سنوياَ. تبدأ تساقطات الأمطار في منتصف شهر يوليو / تموز وتستمر حتى أواخر سبتمبر/ أيلول.
وتتراوح درجة الحرارة ما بين 37 (98.6 فهرنهايت) و 40 (104 فهرنهايت)درجة مئوية في الصيف لتنخفض إلى 12 (53.6 فهرنهايت) درجة مئوية في المتوسط في فصل الشتاء. ويؤثر هطول الأمطار على ارتفاع درجة الرطوبة التي تصل في الصيف إلى ما يقارب 80 و 85% لتنخفض في شهور فبراير/ شباط، مارس/ آذار، ابريل/ نيسان إلى 35 % تقريباً

## التربة والتضاريس
يقع المشروع في منطقة السهول الوسطى ذات التربة الطينية الثقيلة. ويبلغ انحدار السطح فيها 20 إلى 40 سنتيمتر/كيلومتر من جهة الجنوب في اتجاه الشمال. وتتميز منطقة المشروع بسمات سطحية غير مستوية إذ تتخللها بعض الخيران والأودية والأراضي المنخفضة 

## أهداف المشروع
يهدف المشروع إلى:
- إنتاج محاصيل نقدية ذات عائد القومي كالقطن والفول السوداني لكي تساهم في دعم الدخل القومي بالعملات الصعبة وترقية الثروة الحيوانية التي تزخر بها المنطقة.
- إستقرار العرب الرحل الذين يقطنون هذه المنطقة الواقعة بين نهر الدندر والنيل الأزرق وتوطينهم في مراكز حضرية.
- تحقيق نوع من التكافل والتكامل الإجتماعى والإقتصادى للسكان.
- خلق نوع من التمازج الثقافي بين القبائل التي تقطن المنطقة [1][2]

## السكان
بلغ عدد سكان المنطقة عند قيام هذا المشروع حوالي 300 ألف نسمة ينتمون إلى مختلف قبائل السودان.

## المساحة
تبلغ مساحة الأرض المزروعة بالمشروع حوالي 90 الف فدان موزعة على حقول صغيرة تعرف محلياً باسم «الحواشة» يملكها المزارعون بمساحة 15 فدان لكل حقل 
وتنقسم مساحة المشروع المزروعة إلى أربعة أقسام تسمى التفاتيش (المفرد تفتيش) وهي: 
1. مهلة
2. ودأونسة
3. سالمة
4. تكتوك[3]

تبلغ مساحة المشروع الكلية الآن 120000 فدان والمخطط منها 86000 فدان والمستعل منها 68000 فدان فقط
| القسم    | عدد الترع (قنوات) | المساحة منخفص | المساحة مرتفع | عدد أبو عشرين (جداول ري) | المساحة المستقطعة | المساحة الصالحة |
| -------- | ----------------- | ------------- | ------------- | ------------------------ | ----------------- | --------------- |
| تكتوك    | 14                | 17003         | 363           | 1982,5                   | 1550              | 12,470,5        |
| سالمة    | 21                | 21922         | 326           | 2558                     | 5041              | 14,323          |
| مهلة     | 18                | 22751         | 459           | 713,5                    | 1702,5            | 20335           |
| ود أونسة | 12                | 24755         | 397           | 1464,5                   | 2841              | 20,449,5        |

## نظام الري والزراعة

### الري
يتم ري أراضي المشروع من مياه النيل الأزرق عن طريق الطلمبات الرافعة وتقع بالقرب من مدينة السوكي، هي مضخات مياه كبيرة
 تتكون من أربع وحدات رافعة تعمل بالكهرباء وتبلغ قوة كل طلمبة 2050 حصان وتضخ 9 متر مكعب من المياه في الثانية الواحدة. وتصب المياه في قناة رئيسية بطول 44 كيلو متر (ميل) تتفرع منها قناتين 
اثنتين أخريين تعرف الواحدة منها محليا باسم ميجر وهما: 
1. ميجر أزرق بطول 24 كيلومتر (14.9 ميل) ويروى قسم سالمة ما عدا الترعتين رقم 38، 39 اللتان تخرجان منه لتروى جزء من قسم تكتوك.
2. ميجر أبو الحسن بطول 44 كيلو متر (27.3 ميل) ويروى قسمي مهلة وود أونسة ما عدا الترعتين رقمي 10، 11 اللتين ترويان قسم سالمة

كما تتفرع من القناة الرئيسية 9 قنوات أصغر تعرف باسم الترع (المفرد ترعة) لتروي قسم تكتوك.

### الدورة الزراعية
يطبق المشروع نظام الدورة الزراعية الرباعية عند زراعة المحاصيل بحيث يقسم الحقل إلى أربعة أجزاء تزرع منها ثلاثة وتبقى الرابعة أرضاً بور لتزرع في موسم آخر بديلة عن أرض أخرى. وكانت الدورة الزراعية عند إنشاء المشروع ثنائية مقسمة بين 5 فدان قطن، و5 فدان فول سوداني والخمس فدان المتبقية تترك بورا لا تزرع وفي الموسم الزراعي 80/1981 تم إدخال محصول الذرة لتصبح الدورة كالآتي: 5 فدان قطن 2.5 فدان فول سوداني، 2.5 فدان ذرة. وبسبب تدني أسعار الفول السوداني وعدم وجود أسواق مجزية له أصبحت الدورة: 5 فدان قطن، 5 فدان ذرة وفي موسم عام 95/1996 تحولت الدورة الزراعية إلى دورة رباعية تتكون من 2.5 فدان قطن، 2.5 فدان ذرة، 2.5 فدان فول، 2.5 فدان شتوي. وكان الغرض من ذلك التحول هو توفير المياه لتقليل المساحة المستقلة لكل محصول وتسهيل الإشراف والرقابة على عملية تحضير الأرض للزراعة وعلى حراسة المحاصيل، فضلاَ عن ربط المزارع بالأرض طوال العام

## الرعي وتربية الحيوان
تعتبر منطقة المشروع من المناطق الغنية بالأعشاب والحشائش الطبيعية بالسودان مما يجعل منها مرعى طبيعي لأبقار كنانة المتميزة بالإنتاج العالي للحليب. وتوجد ثروة حيوانية مقدرة جيدة بلغ تعدادها في موسم عام 90/1991م حوالي 240 رأس حسب تقرير وزارة الثروة الحيوانية وتشمل: ماشية من سلالة أبقار من سلالة كنانة وعددها 57200 رأس. 
- ضأن من سلالة الصحراوي وعدده 155700 .
- ماعز نوبي تعداده 78000 رأس.
- ابل من سلالات كبيرة الحجم وتعداده 900 رأس فقط

## المحاصيل
ينتج المشروع المحاصيل التالية: 
- القطن من النوع متوسط التيلة
- الفول السوداني
- زهرة الشمس
- الذرة الرفيعة.

## المشاكل
يعاني المشروع من عدة مشاكل أبرزها:
- قلة المساحات المستغلة لزراعة القطن.
- عدم إستغلال دورة الفول السوداني لعدم توفر التمويل.
- عدم إقبال المزارع على الزراعة لصغر المساحات.
- عدم إستغلال مساحات الشتوي لعدم توفر التمويل.[1]
- انسياب مياه الري وتجهيز قنوات الري غير جيد.
- تركيبة المحاصيل غير ثابتة في الوقت الذي نجد فيه محصول القطن ذي عائد مجدى والعدس محصول ثانوي أقل من الفول السوداني من الناحية الإستراتيجية.
- عدم ثبات الدورة الزراعية أدى إلى تذمر المزارعين وهجر الشباب للزراعة لأنها غير جاذبة وذلك لتدني الأسعار وقلة التمويل.[3]